# Lumen Field

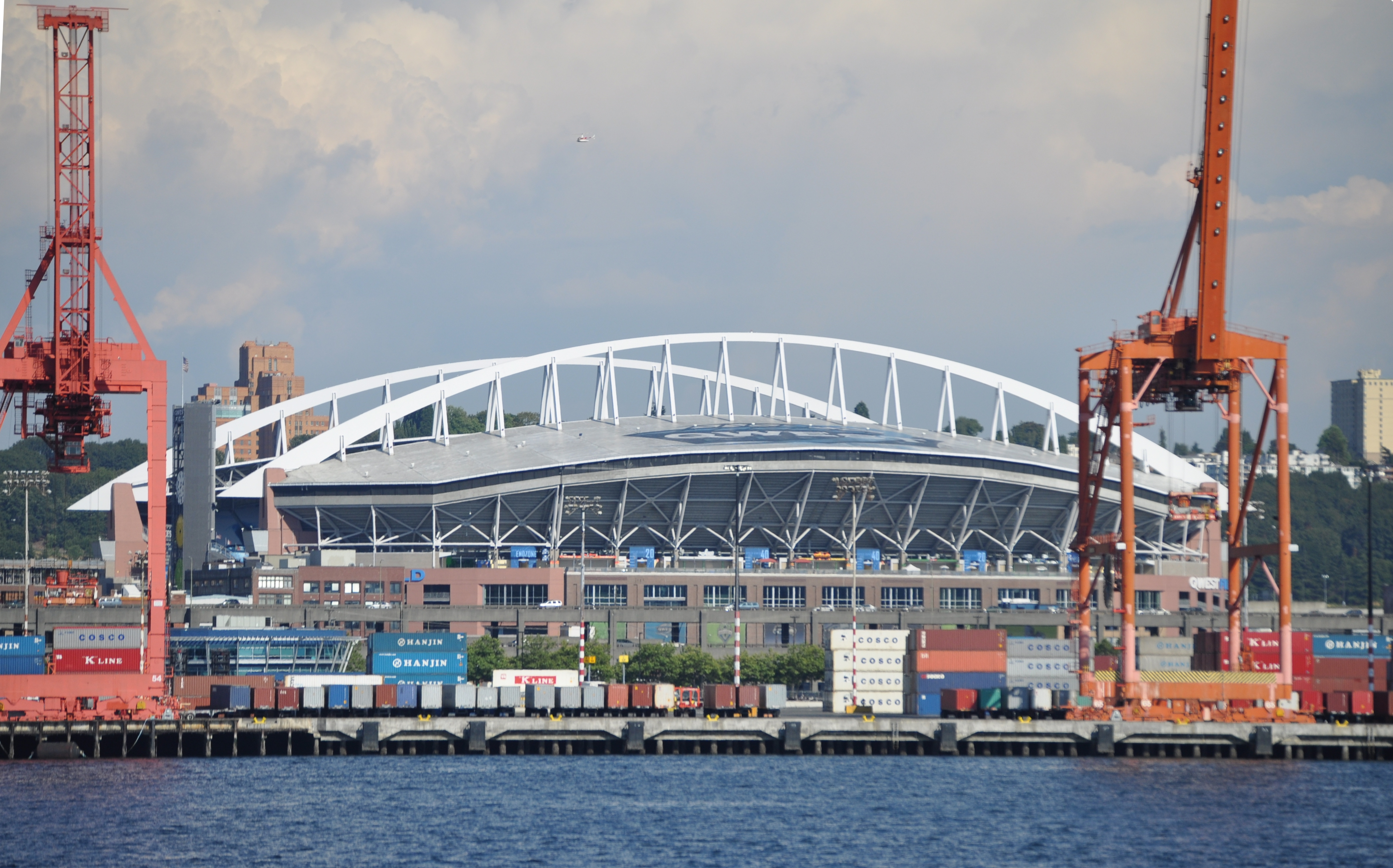
Lumen Field 2009.

Lumen Field är en arena för amerikansk fotboll och fotboll i Seattle i Washington i USA. Arenan är hemmaarena för Seattle Seahawks, som spelar i National Football League (NFL); Seattle Sounders, som spelar i Major League Soccer (MLS); och OL Reign, som spelar i National Women's Soccer League (NWSL).
Arenan invigdes 2002 under namnet Seahawks Stadium. Två år senare köpte telekommunikationsföretaget Qwest namnrättigheterna till arenan, som bytte namn till Qwest Field. Arenan fick namnet CenturyLink Field 2011 när CenturyLink köpte upp Qwest och Lumen Field 2020 när CenturyLink bytte namn till Lumen Technologies.
Arenans publikkapacitet är cirka 68 000 när det spelas amerikansk fotboll, men under Sounders fotbollsmatcher är den normalt begränsad till cirka 37 000 åskådare och för OL Reign-matcher är det normalt begränsat till 10 000 åskådare. Det är möjligt att expandera arenan under viktigare fotbollsmatcher.
Underlaget på Lumen Field är konstgräs.